# MuSat–1
MuSat–1 (Mu (=Micro) Satellite) az első argentin építésű teszt műhold, meteorológiai műszerekkel.

## Küldetés
Különböző építőanyagok tesztelése mikrogravitációs környezetben. A program keretében Oroszország térítésmentesen rendelkezésére bocsátotta mesterséges holdját, rakétáját, távközlési és egyéb földi berendezéseit.

## Jellemzői
Tervezte az Instituto Universitario Aeronautico, gyártotta és üzemeltette a Nemzeti Űrkutatási Bizottság (CONAE). Társműholdak: Magion–5 (cseh; Interbol–2 (orosz).
Megnevezései: Microsat; Victor–12; COSPAR: 1996-050A; SATCAT kódja: 24291.
1996. augusztus 29-én a Pleszeck űrrepülőtérről  LC–43 (LC–Launch Complex) jelű indítóállványról egy Molnyija-M ((Blok-2BL-SM2)) (GRAU-kódja: 8K78M) rakétával juttatták alacsony Föld körüli (LEO = Low-Earth Orbit) pályára. Az orbitális pályája 98,82 perces, 62,79 fokos hajlásszögű, elliptikus pálya perigeuma 236 kilométer, az apogeuma 1169 kilométer volt.
Három tengelyesen (Föld, horizont, Nap) forgásstabilizált űregység (0,5 fokos pontosság). Méretei 340 x 340 x 450 mm. Hasznos tömege 32 kilogramm. Két videokamera fényképezte a felső légrétegeket. 90 másodpercenként végzett képalkotást. Telemetriai rendszere antennákon keresztül továbbította az adatokat. Az űreszköz felületét napelemek borították (8 W), éjszakai (földárnyék) energiaellátását újratölthető nikkel-kadmium akkumulátorok biztosították.
1999. november 12-én 1170,56 nap (3,20 év) után belépett a légkörbe és megsemmisült.